# 荊楚歲時記
《荊楚歲時記》，是介紹中国南方長江中游荊楚地方年中每月行事的記錄。作者是南梁的宗懍。隋代的杜公瞻作注。
内容是由正月初一至歲晚的百姓日常生活，其中辟邪、辟病的風俗佔篇幅一半。